# Vagaria
Vagaria Herb. – rodzaj roślin z rodziny amarylkowatych, obejmujący dwa gatunki występujące w Maroku (V. ollivieri) oraz Syrii, Libanie i Palestynie (V. parviflora).

## Morfologia
Wieloletnie, cebulowe rośliny zielne. Liście wąskopaskowate. Kwiaty zebrane od 6 do 8 w kwiatostan wyrastający na spłaszczonym głąbiku, wsparty dwiema wolnymi podsadkami. Okwiat lejkowaty, biały. Listki okwiatu lancetowate, w dolnej części zrośnięte w lejkowatą rurkę, powyżej wolne, rozwarte do góry. Pręciki krótko połączone u nasady. Nitki pręcików szerokoszydłowate, ząbkowane. Zalążnia dolna. Szyjka słupka zakończona drobnym, niezróżnicowanym, główkowatym znamieniem. Nasiona kanciaste.

## Systematyka
Pozycja systematycznaRodzaj z podrodziny amarylkowych Amaryllidoideae z rodziny amarylkowatych Amaryllidaceae.
Wykaz gatunków
- Vagaria ollivieri Maire
- Vagaria parviflora (Desf. ex Redouté) Herb.